# Джесалін Ґілсіґ
Джесалін Ґілсіґ (англ. Jessalyn Gilsig; 30 листопада 1971, Монреаль) — канадська кіноактриса, відома за своїми ролями в телесеріалах «Бостонська школа», «Частини тіла» і «Хор», в якому вона зіграла роль дружини Уїлла Шустера. Також з'являлася в епізодах «Поліції Нью-Йорка», «Втечі з в'язниці» і «Героїв» та деяких інших серіалах.

## Біографія
Джессалін народилася в Монреалі, провінція Квебек. Батько Тобі Ґілсіґ працював інженером, мама Клер була письменницею і перекладачкою. Вона почала грати у віці 12 років. Джесалін вчилася в середній школі для дівчаток, при Трафальгарі, в центрі Монреаля. Потім вона відвідувала Американський репертуарний театр Гарвардського університету і навчалася в Університеті Макгілла в період з 1989 по 1993 рік. Отримаала ступінь бакалавра гуманітарних наук з курсу англійської мови. Була одружена з продюсером Боббі Селомоном (2005—2010), у них є донька Пенелопа. Джесалін має єврейське коріння по лінії батька, і у неї було традиційне єврейське весілля.

## Фільмографія
| Рік       | Назва                            | В оригіналі              | Роль                            | Примітки               |
| --------- | -------------------------------- | ------------------------ | ------------------------------- | ---------------------- |
| 1984      | Маскарад                         | Masacarade               |                                 | озвучка                |
| 1989      | Дорога додому                    | The Journey Home         |                                 | короткометражний фільм |
| 1989      | Стилет                           | Jacknife                 | Його подруга                    |                        |
| 1991      | Маленькі літаючі ведмеді         | The Little Flying Bears  | Тіна                            | озвучка                |
| 1991      | Молодий Робін Гуд                | Young Robin Hood         | Гертруда Грізвольдская          | озвучка                |
| 1992      | Подорожі Гуллівера               | Gulliver's Travels       | Фолия                           | озвучка                |
| 1998      | Чарівний меч: В пошуках Камелота | Quest For Camelot        | Кейлі                           | озвучка                |
| 1998      | Заклинатель коней                | The Horse Whisperer      | Люсі, асистентка Енні           |                        |
| 2000      | Бостонська школа                 | Boston Public            | Лорен Девіс                     | 44 епізоди, 2000—2003  |
| 2003      | Без сліду                        | Without A Trace          | Уїтні Ріддер                    | Епізод: «Confidence»   |
| 2003      | Частини тіла                     | Nip / Tuck               | Джина Руссо                     | 17 епізодів, 2003—2008 |
| 2005      | Втеча з в'язниці                 | Prison Break             | Ліза Рікс                       | 4 епізоди              |
| 2007      | Герої                            | Heroes                   | Мередіт Гордон                  | 10 епізодів, 2007—2008 |
| 2007      | Нічні вогні п'ятниці             | Friday Night Lights      | Шеллі Хейз                      | 6 епізодів, 2007—2008  |
| 2007      | Повінь                           | Flood                    | Саманта «Сем» Моррісон          |                        |
| 2007      |                                  | Destination: Infestation | Доктор Керолін Росс             |                        |
| 2008      | XIII: Змова                      | XIII                     | Кім Роуленд                     | 2 епізоду              |
| 2008      | Випускний                        | Prom Night               | Тітка Карен Тернер              |                        |
| 2008      | Місце злочину: Нью-Йорк          | CSI: NY                  | Джордан Гейтс                   | 3 епізоду              |
| 2009      | Хор                              | Glee                     | Террі Шустер                    | 13 епізодів            |
| 2009      | Вітчим                           | The Stepfather           | Джулі Кінг                      |                        |
| 2013-2015 | Вікінги                          | Vikings                  | Сигги, дружина ярла Харальдсона |                        |
| 2015-2018 | Скандал                          | Scandal                  | Ванесса Мосс                    |                        |